# NGC 69

NGC 69

NGC 69 هي مجرة محدبة تقع في كوكبة المرأة المسلسلة (كوكبة). وهي عضو في مجموعة NGC 68. تم اكتشافها في عام 1855 من قبل ريجنالد ميتشيل، الذي وصفها بأنها "خافته للغاية وصغيرة جدا ومستديرة

## وصلات خارجية
- NGC 69 على موقع ويكي سكاي: DSS2, SDSS, GALEX, IRAS, Hydrogen α, X-Ray, Astrophoto, Sky Map, Articles and images